# Setaphis canariensis
Setaphis canariensis är en spindelart som först beskrevs av Simon 1883.  Setaphis canariensis ingår i släktet Setaphis och familjen plattbuksspindlar.
Artens utbredningsområde är Kanarieöarna. Inga underarter finns listade i Catalogue of Life.